# Roclincourt Valley Cemetery
Roclincourt Valley Cemetery is een Britse militaire begraafplaats met gesneuvelden uit de Eerste Wereldoorlog en is gelegen in de Franse gemeente Roclincourt (departement Pas-de-Calais). De begraafplaats ligt midden in het veld, 1.400 m noordoostelijk van het dorpscentrum (gemeentehuis) en dicht bij de autosnelweg E15. Een landweg van ongeveer 600 m leidt ernaartoe. De begraafplaats werd ontworpen door Reginald Blomfield en heeft een nagenoeg rechthoekig grondplan met een oppervlakte van 2.110 m². Het Cross of Sacrifice staat vooraan aan de toegang op een iets hoger niveau dan de graven. De Stone of Remembrance staat er recht tegenover aan de achterzijde. De begraafplaats is begrensd door een lage natuurstenen muur en wordt onderhouden door de Commonwealth War Graves Commission.
Er worden 631 doden herdacht waaronder 83 niet geïdentificeerde.

## Geschiedenis
Net voor de strijd rond Arras in 1917 lag Roclincourt binnen de Britse frontlijn. Van hieruit werd op 9 april 1917 door de 51st (Highland) en 34th divisions de aanval op de vijand ingezet. Iets noordelijker voorbij de weg naar Lens, ontketende gelijktijdig de 1st Canadian Division een aanval. Op deze dag werd door de vechtende troepen de begraafplaats gestart. Aanvankelijk werd ze Roclincourt Forward Cemetery No.2 genoemd en werd tot augustus 1917 gebruikt. Na de wapenstilstand werd de begraafplaats uitgebreid met doden die verspreid lagen in het omliggende slagveld en enkele kleinere begraafplaatsen zoals: King Crater Cemetery, Roclincourt Long Cemetery en Thélus Road Cemetery in Roclincourt, Kite Crater Cemetery en Rabs Road Cemetery in Saint-Laurent-Blangy. Vijf Franse soldaten die in 1915 sneuvelden werden verplaatst.
Er liggen nu 605 Britten (waaronder 82 niet geïdentificeerde), 2 Canadezen (waaronder 1 niet geïdentificeerde), 2 Nieuw-Zeelanders en 22 Zuid-Afrikanen begraven. Voor 4 Britten werden Special Memorials opgericht omdat hun graven niet meer gelokaliseerd konden worden en men aanneemt dat ze zich onder de naamloze grafzerken bevinden.

## Graven
- soldaat J.B. Walker (Gordon Highlanders) is hier begraven maar men heeft vastgesteld dat hij eveneens als begraven werd opgegeven in de nabijgelegen Highland Cemetery. Tot nu toe heeft onderzoek niet kunnen aantonen waar J.B. Walker echt begraven ligt. Daarom heeft de CWGC besloten beide graven in dit uitzonderlijk geval te behouden.
- de sergeanten K. Ballam, G. Mills en Austin Arthur Webb, de korporaal G. Denman en de soldaten James Davidson, Thomas Hall, Edward John Lourie, W. Rose en P. Watson ontvingen de Military Medal (MM).

- Edward Bolton, soldaat bij het 1st Bn. Cheshire Regiment, werd op 14 april 1916 wegens desertie gefusilleerd.[2]